# Dubbelganger
Een dubbelganger of lookalike is een persoon die opvallend veel op een andere persoon lijkt. De term wordt vooral gebruikt voor mensen die sterk lijken op een beroemdheid, politicus of andere bekende persoonlijkheid.

## Werkwijze
Dubbelgangers verdienen soms geld door zich te kleden en te gedragen als degene op wie ze lijken. Zo kan men bijvoorbeeld Elvis Presley, hoewel hij al jaren geleden is overleden, nog steeds ontmoeten als dubbelganger. Een bekende dubbelganger is de actrice Jeannette Charles, die sterk lijkt op de Britse koningin Elizabeth II van het Verenigd Koninkrijk en haar dan ook in een aantal films heeft gespeeld. Ook in Nederland neemt het fenomeen lookalike toe. Zo heeft André Hazes na zijn dood een eigen lookalike.

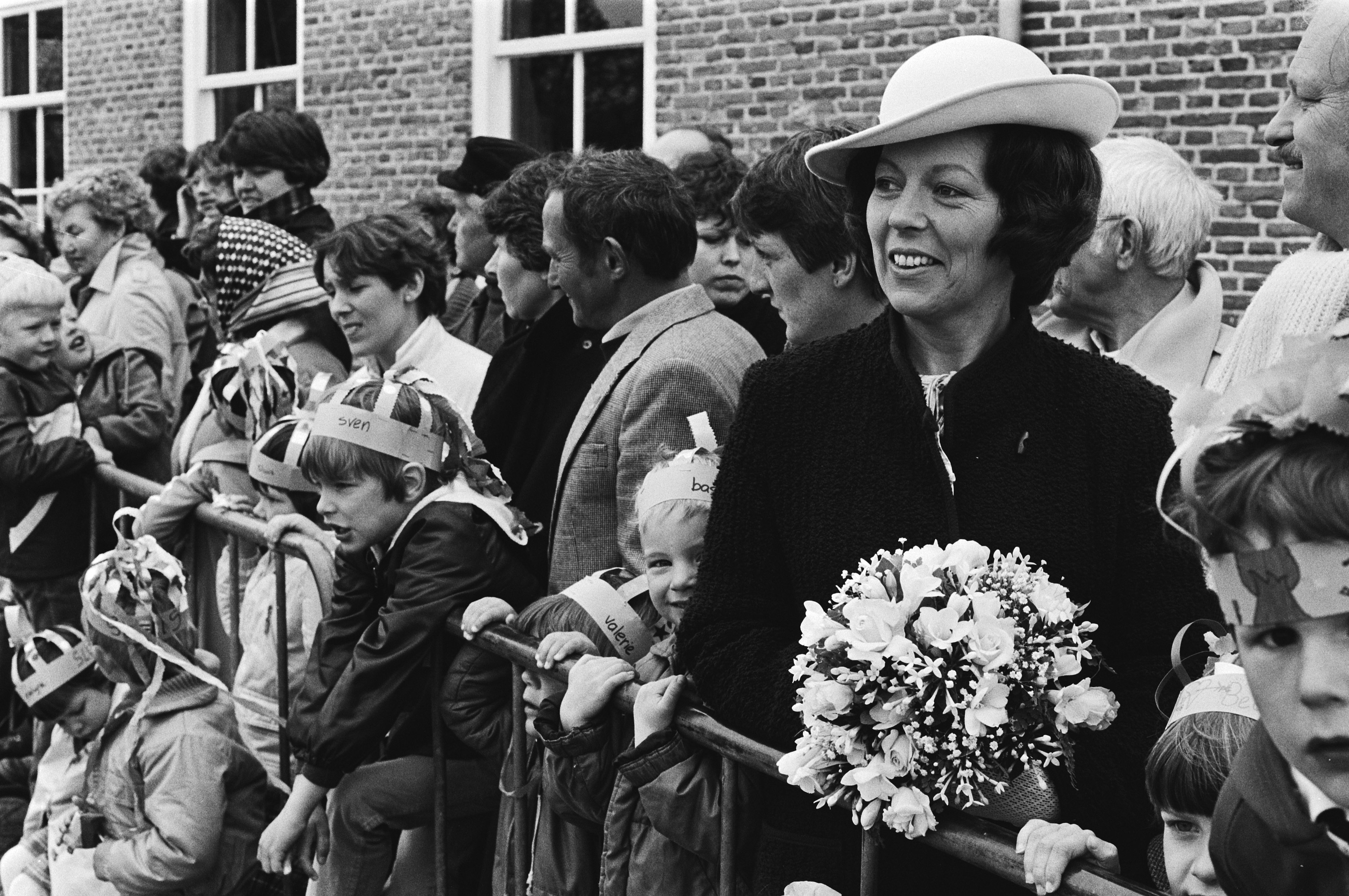
Dubbelgangster van koningin Beatrix (1981)
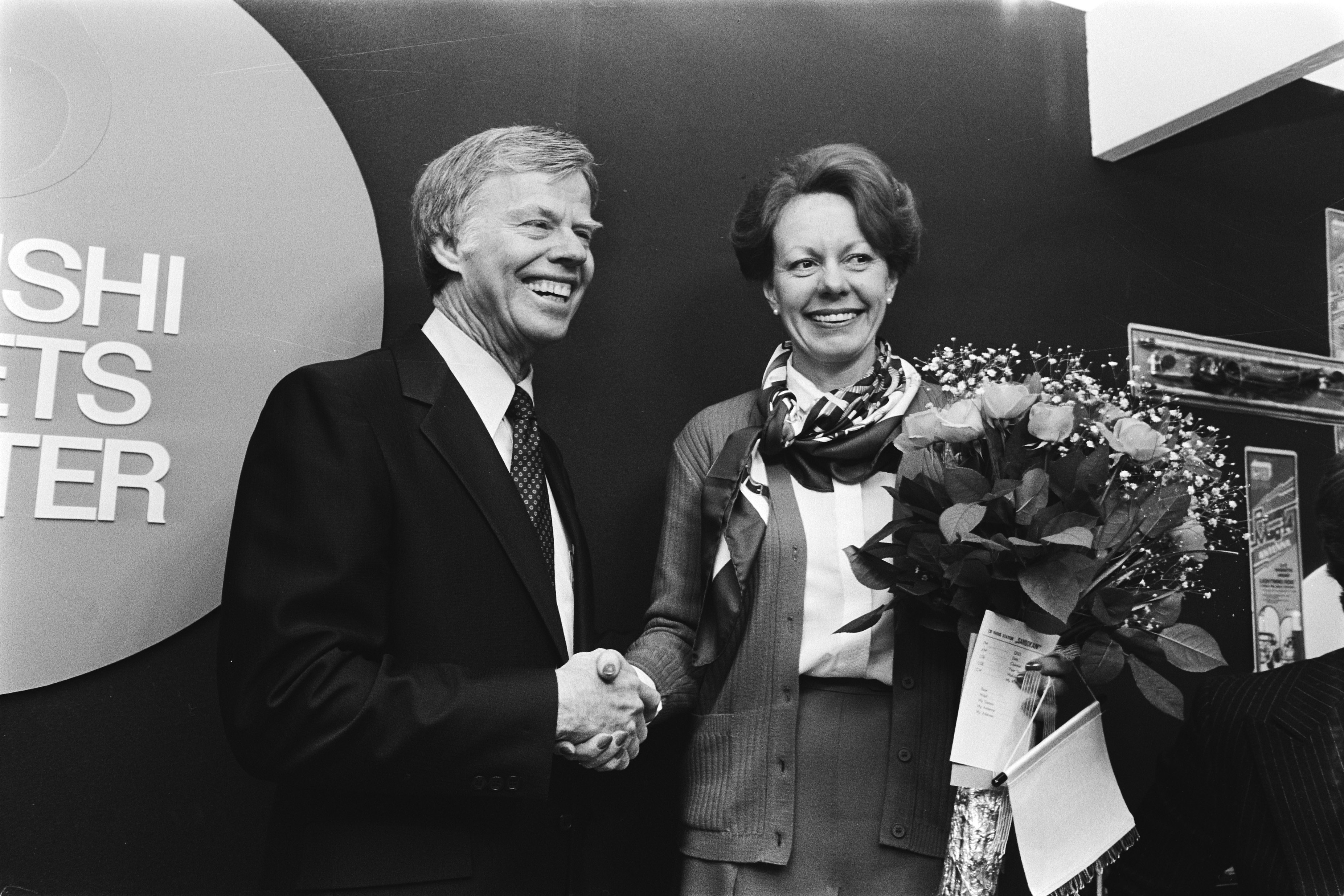
Dubbelganger van Amerikaanse president Jimmy Carter (1980)
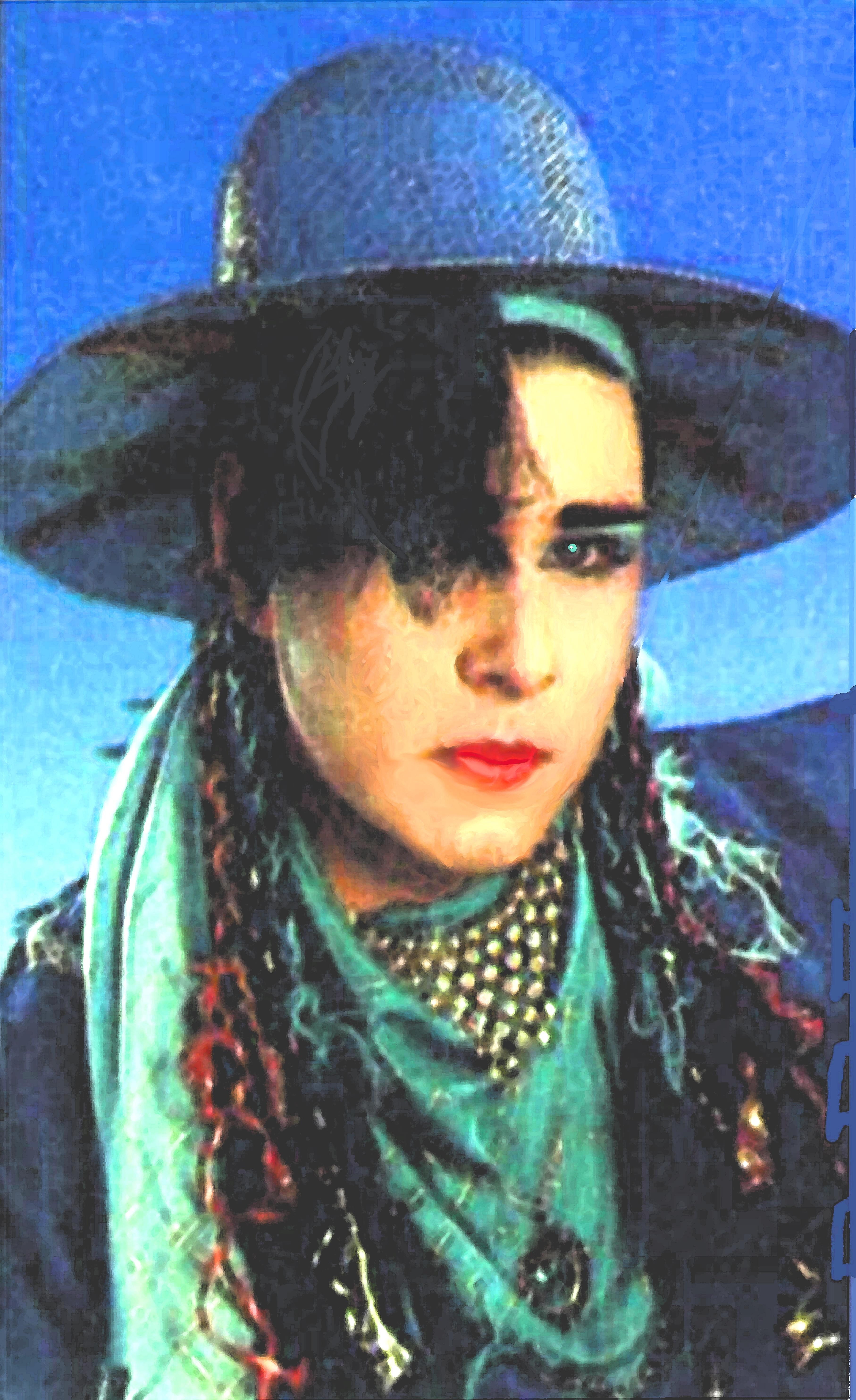
Patrick Knight van de synthpopgroep Gravity Noir als dubbelganger van Boy George (1989)

## Dubbelgangers in de politiek
Van belangrijke politici in totalitair geregeerde landen is bekend dat ze dubbelgangers gebruiken om zich tegen een aanslag te beschermen. Er zijn meerdere mensen die later te kennen gaven dat ze als dubbelganger voor Stalin hadden gefungeerd, zoals Feliks Dadajev die in 2008 in de pers voor het eerst verklaarde dat hij tijdens de Conferentie van Jalta een dubbelganger voor hem vormde om de buitenlandse geheime diensten af te leiden, zodat Stalin zelf ongemerkt kon arriveren. Volgens hem werden tijdens de conferentie twee mislukte aanslagen op Stalins leven gepleegd.
Andere politici waarvan bekend is dat ze dubbelgangers hadden of hebben zijn de Iraakse heerser Saddam Hoessein, zijn zoon Oedai Hoessein en de Noord-Koreaanse leider Kim Jong-il.
Het recentste voorbeeld van een bekende dubbelganger is Tina Fey, een dubbelganger van kandidaat-vicepresident Sarah Palin. Tina Fey trad tijdens de aanloop naar de Amerikaanse verkiezingen van 2008 enkele keren erg overtuigend op als Sarah Palin in de populaire televisieshow Saturday Night Live.

## Tweede Wereldoorlog
Bekend is het verhaal van de Amerikaanse acteur Clifton James, die aan het eind van de Tweede Wereldoorlog als vervanger van Bernard Montgomery werd ingezet om de Duitse inlichtingendienst te misleiden. Eerder was de Britse militair Tex Banwell al ingezet als dubbelganger.

## Films
In films worden dubbelgangers op twee manieren gebruikt. Ten eerste is het mogelijk dat een acteur een bepaald bestaand of historisch personage speelt en daarbij dus als diens dubbelganger fungeert, bijvoorbeeld Bruno Ganz, die Hitler speelde in de film Der Untergang. Ten tweede wordt voor gevaarlijke stunts ook gebruik gemaakt van een stuntman, die derhalve als dubbelganger van de acteur fungeert. Zo iemand heet een body double. Door het steeds beter worden van computergegenereerde special effects, wordt het beroep van filmstuntman echter langzaam verdrongen.

## Kans
De kans om een daadwerkelijke doppelgänger of dubbelganger tegen te komen is zeer klein. Hoewel er veel mensen zijn die enigszins op elkaar lijken, is het onwaarschijnlijk dat zij dezelfde gezichtsstructuur delen zonder biologisch aan elkaar verwant te zijn. Deze kans is namelijk minder dan 1 op de 1.000.000.000.000.000.000 (triljoen). In de meeste gevallen kan er beter gesproken worden van een pseudo-dubbelganger.

## Fraude
Lookalikefraude is fraude waarbij de dader gebruikmaakt van uiterlijke gelijkenis met een ander. Voorbeelden van lookalikefraude zijn:
- Examenfraude, door een dubbelganger (vaak een broer) een examen te laten afleggen namens zichzelf.[3]
- Identiteitsfraude, waarbij op naam van iemand anders goederen en diensten kunnen worden bemachtigd.[4]
- Laster, belastende feiten plegen in naam van iemand anders om die persoon vervolgens zwart te kunnen maken.[4]
- Zich als een beroemdheid voordoen om personen af te leiden zodat men diefstallen kan plegen (al dan niet met behulp van handlangers) of makkelijk anderen tot seks kan bewegen.